# Meet Dave
Meet Dave (tidligere Starship Dave) er en amerikansk filmkomedie fra 2008, skrevet af Bill Corbett og Rob Greenberg og instrueret af Brian Robbins. 
Filmen handler om en gruppe små menneskelignende rumvæsner, der søger en måde at redde deres fordømte verden på. Eddie Murphy spiller mennesket, som rumvæsenerne bruger som rumskib (rumskibet "Dave"), samt skibets kaptajn. Indspillingerne begyndte i marts 2007 og sluttede i juni 2007.

## Rolleliste
| Skuespiller     | Rolle          |
| --------------- | -------------- |
| Eddie Murphy    | Dave           |
| Gabrielle Union | Number Three   |
| Ed Helms        | Number Two     |
| Elizabeth Banks | Gina Morrison  |
| Kevin Hart      | Number 17      |
| Pat Kilbane     | Number Four    |
| Shawn Christian | Lt. Left Arm   |
| Scott Caan      | Officer Dooley |